# Раймондо, Антонио
Антонио Раймондо (итал. Antonio Raimondo; родился 18 марта 2004 года, Равенна, Италия) — итальянский футболист, нападающий клуба «Болонья», выступающий на правах аренды за клуб «Салернитана».

## Клубная карьера
Антонио Раймондо — воспитанник «Чезены» и «Болоньи». За последних дебютировал в матче против футбольного клуба «Эллас Верона».

## Карьера в сборной
Участвовал в Средиземноморских играх 2022 года в Оране, где вместе с командой занял второе место, проиграв Франции 1:0. Всего за сборную Италии до 18 лет сыграл 11 матчей, где забил 7 мячей. За сборную до 19 лет дебютировал в матче против Албании, где забил гол.